# Krameriaceae
Famille
Classification APG III (2009)
La famille des Krameriaceae regroupe des plantes dicotylédones. Elle comprend une vingtaine d'espèces du genre Krameria.
Ce sont des arbustes ou des plantes herbacées pérennes, à feuilles alternes, des régions tempérées à tropicales, originaires d'Amérique centrale.

## Étymologie
Le nom vient du genre type Krameria donné en hommage au médecin et naturaliste allemand Wilhelm Heinrich Kramer (?-1765), qui décrivit les plantes et les animaux de Basse-Autriche en 1756, un des premiers travaux à appliquer le système binomial linnéen.

## Classification
En classification classique de Cronquist (1981), cette famille est placée dans l'ordre des Polygalales. 
En classification phylogénétique APG II (2003) la famille est optionnelle et ces plantes peuvent aussi être incluses dans la famille Zygophyllaceae. Les Zygophyllaceae (et les Krameriaceae) sont placés à la base des Fabidées.
Le Angiosperm Phylogeny Website [21 janvier 2008] place cette famille dans l'ordre Zygophyllales, choix confirmé par classification phylogénétique APG III (2009).

## Liste des genres
Selon Angiosperm Phylogeny Website (4 mai 2010), NCBI (4 mai 2010), DELTA Angio (4 mai 2010) et ITIS (4 mai 2010) :
- genre Krameria  L. ex Loefl.

## Liste des espèces
Selon NCBI (4 mai 2010) :
- genre Krameria
  - Krameria argentea
  - Krameria cistoidea
  - Krameria cytisoides
  - Krameria erecta
  - Krameria grandiflora
  - Krameria grayi
  - Krameria ixine
  - Krameria lanceolata
  - Krameria lappacea
  - Krameria pauciflora
  - Krameria paucifolia
  - Krameria ramosissima
  - Krameria revoluta
  - Krameria secundiflora
  - Krameria sonorae
  - Krameria spartioides
  - Krameria tomentosa